# McDonnell Douglas F-4 Phantom II
Le F-4 Phantom II est un avion militaire de troisième génération conçu par le constructeur américain McDonnell à partir de 1953. Il s'agit de l'un des avions militaires américains les plus importants du XXe siècle et l'avion de combat occidental ayant été le plus produit depuis la guerre de Corée : le 5 195e et dernier exemplaire a été livré en 1981, après plus de 20 ans de production ininterrompue. Pendant la guerre du Viêt Nam, la cadence de production du F-4 était de 72 exemplaires par mois.
C'est l'un des très rares avions à avoir été utilisé simultanément par l'US Air Force, l'US Navy et l'US Marine Corps, ainsi que par les deux patrouilles acrobatiques des Blue Angels (US Navy) et des Thunderbirds (US Air Force).
Désigné à l'origine AH-1, il fut renommé F4H par l’US Navy, et F-110 Spectre par l’US Air Force. Sa dénomination actuelle F-4 devenant officielle le 18 septembre 1962, lorsque l’United States Tri-Service aircraft designation system unifia les codes de désignation pour les trois Départements (USAF/US Navy/US Army).

## Conception

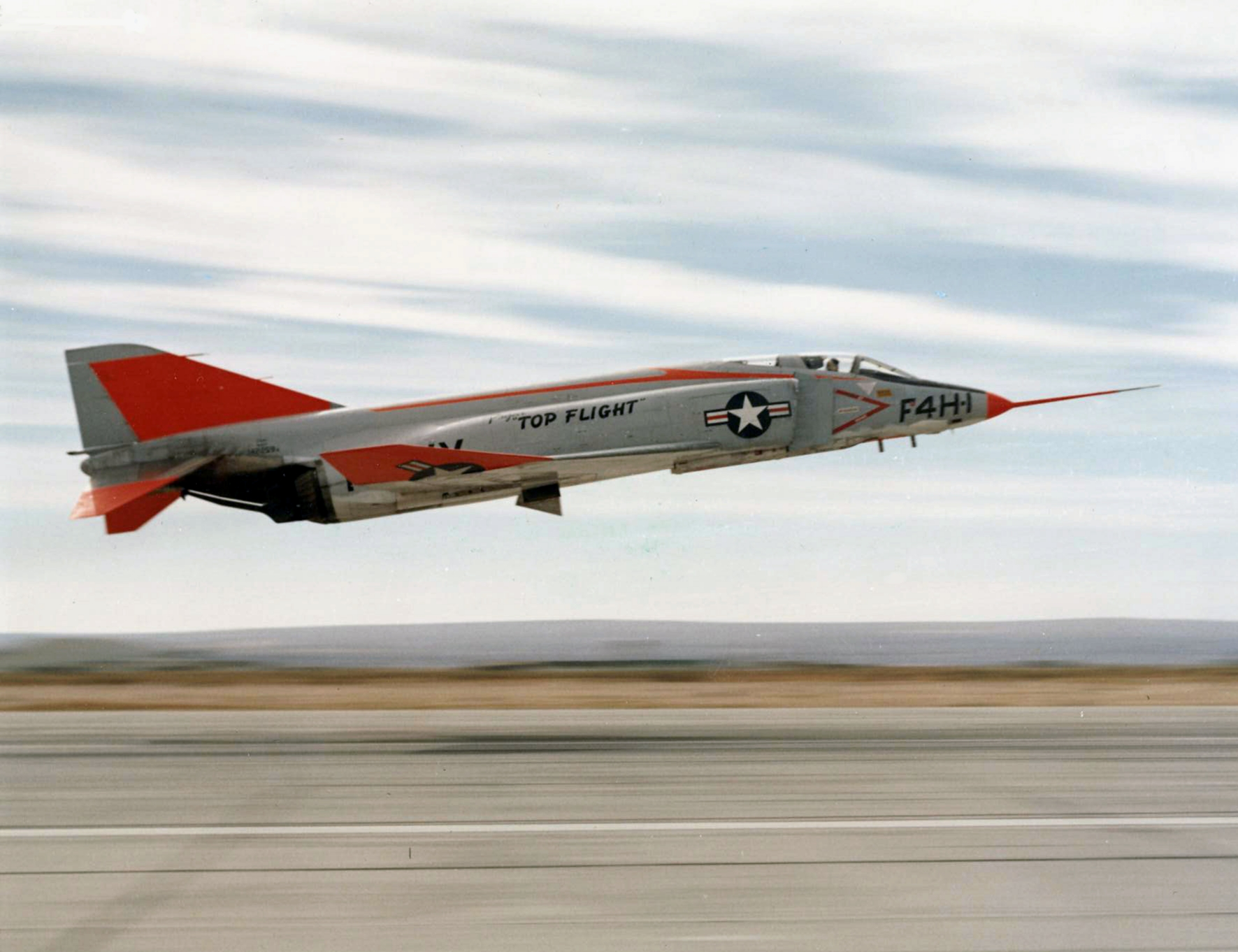
McDonnell YF4H-1 Phantom II décollant en 1958

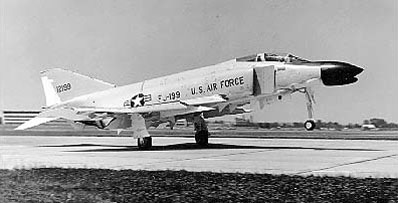
Un F-4C de l'US Air Force.

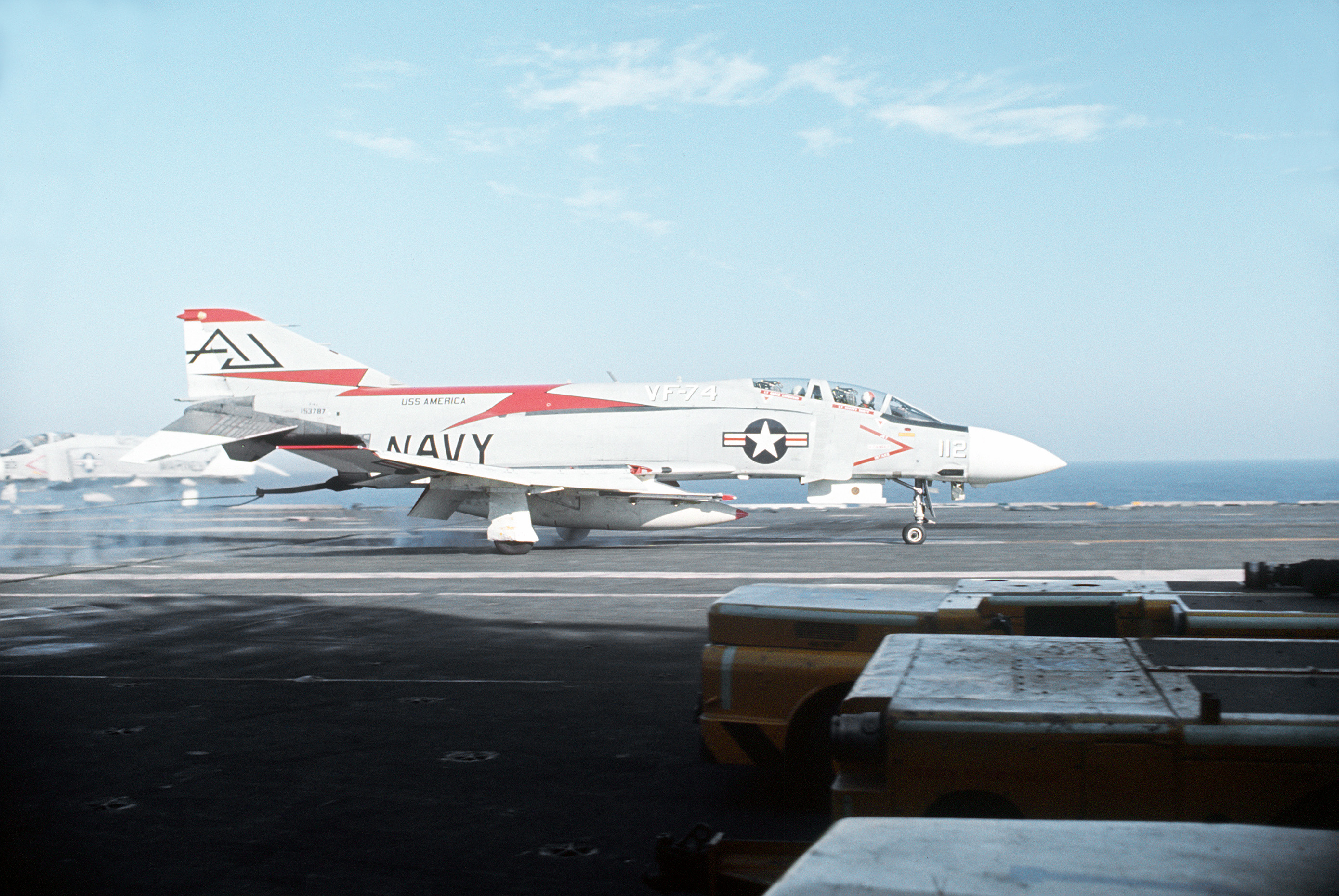
Un F-4J de l'escadron VF-74 "Be-Devilers" de l'US Navy sur l' en 1972.

Un Miassichtchev M-4 soviétique intercepté par un McDonnell Douglas F-4 Phantom II américain, en 1967.

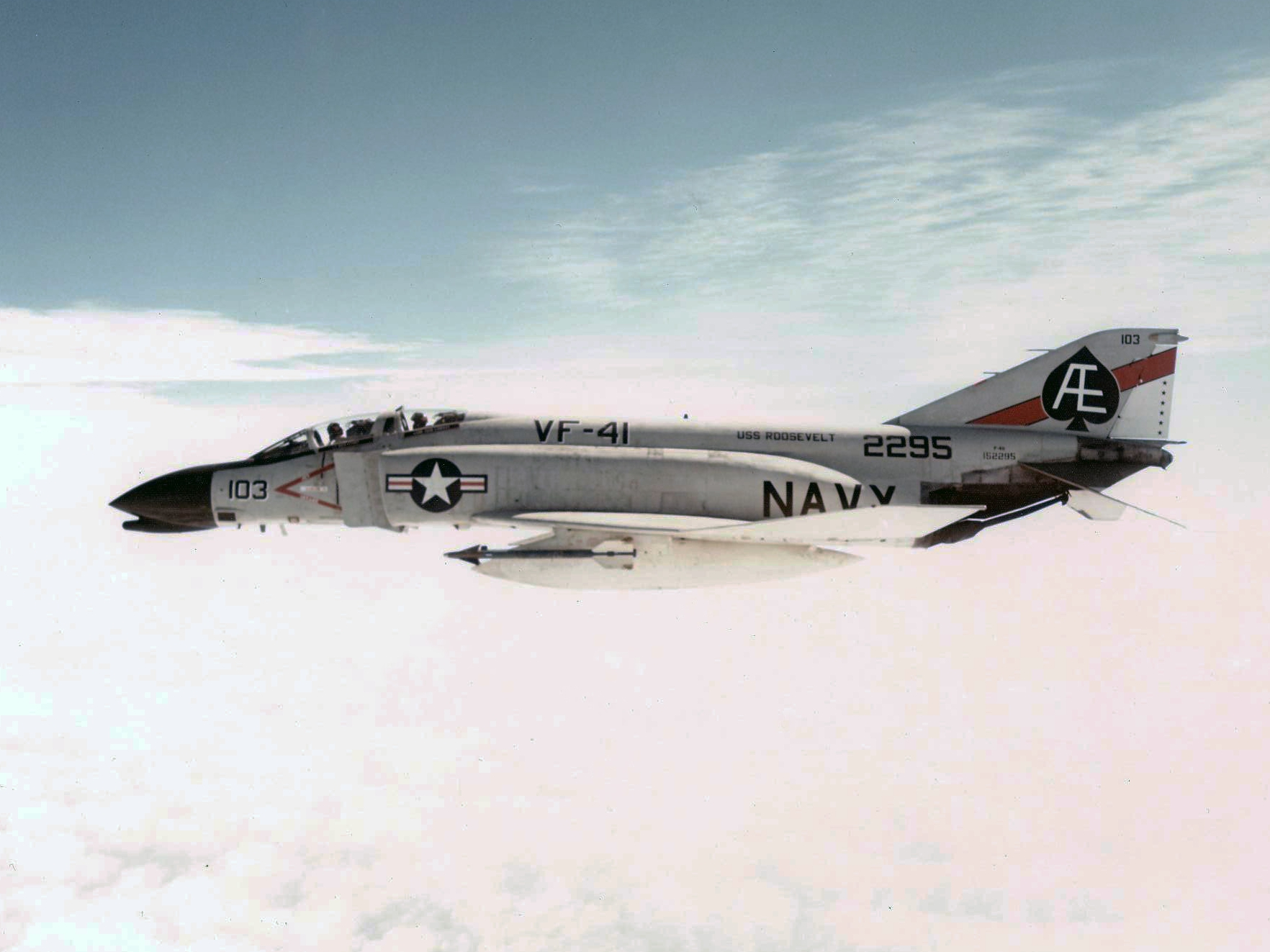
F-4B Phantom II de l'escadron VF-41 "Black Aces" sur l' de l'US Navy en 1973

La société McDonnell avait déjà une certaine expérience de l'aviation embarquée à réaction en construisant plus de 1 000 avions de ces trois modèles : le FH-1 Phantom, le F2H Banshee et le F3H Demon. Au début des années 1950, la société commença à étudier le successeur du F3H Demon sur ses fonds propres : le McDonnell Mod 98B ou F3H-3G Super Demon. L’US Navy, voulant éviter les problèmes rencontrés avec le Demon, demanda l’installation d’un réacteur Wright J65 et changea sa demande pour un avion d’attaque : le F3H-3G devint le YAH-1. Deux exemplaires du YAH-1 furent produits, l’un monoplace, l’autre biplace,.
Le projet YAH-1 initial subit de nombreuses modifications — notamment le remplacement du Wright J65 par le General Electric J79 — en particulier en raison des évolutions des besoins de l'US Navy, qui ne furent vraiment fixés qu'en 1955. Re-motorisé avec le J79, sans canons et intégrant les missiles Sparrow comme armement principal, le YAH-1 fut désigné F4H-1.
Après avoir été conçu dans l'usine de Saint-Louis (Missouri) de McDonnell Douglas (nouveau nom de l'entreprise après fusion de McDonnell et de Douglas), le prototype XF4H-1 Phantom vola pour la première fois le 27 mai 1958. Il s'agissait alors du premier avion de combat sans canon, devant utiliser des missiles air-air Sparrow ou Sidewinder. Les prototypes furent vite utilisés pour établir de nouveaux records de performances (altitude et vitesse). Les avions de série F-4B furent livrés à l'US Navy à partir de 1960 et firent leur première croisière sur porte-avions en 1962, avant d'effectuer leurs premières missions de combat au Viêt Nam dès 1964.

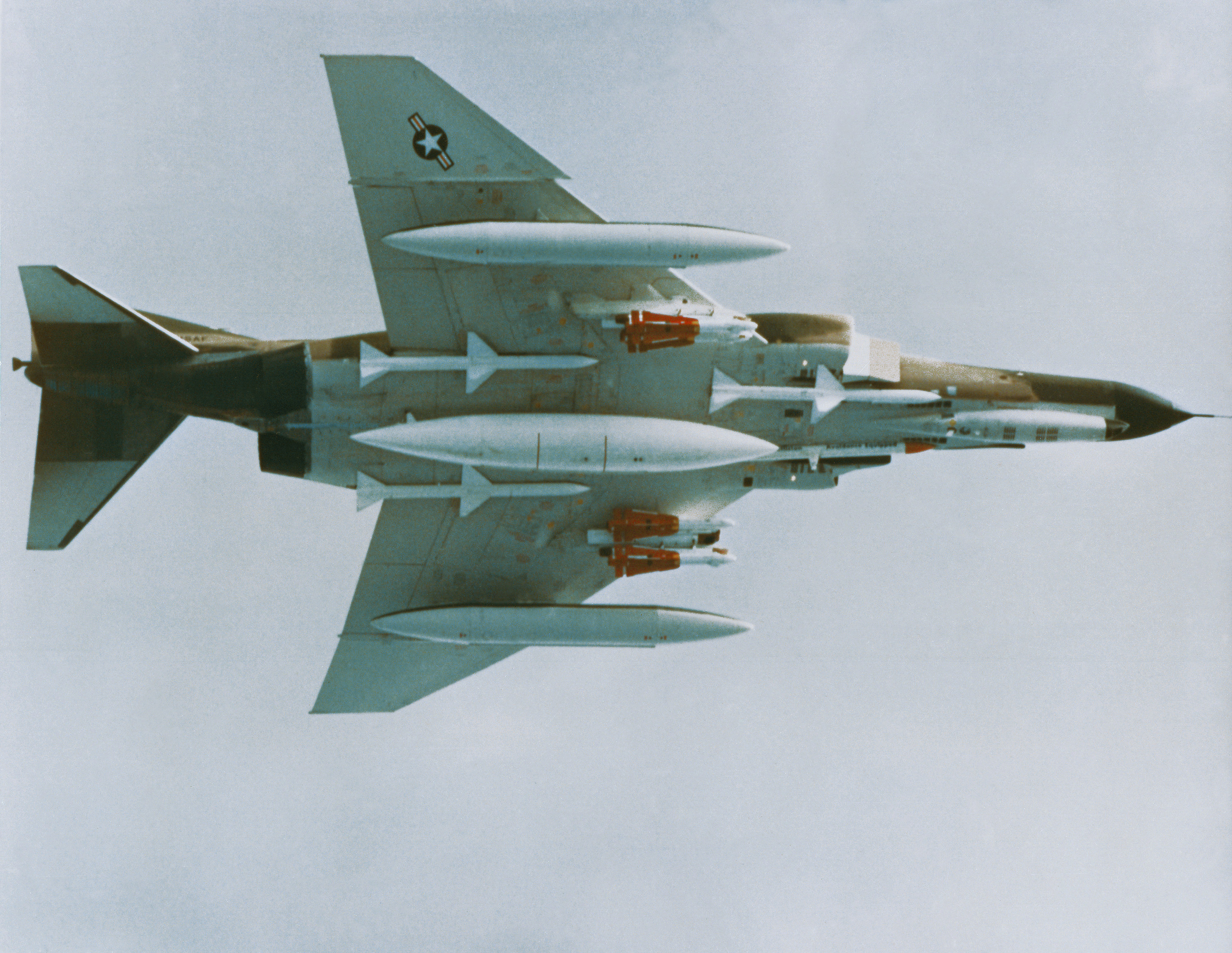
F-4E équipé de missiles AIM-4 Falcon & AIM-7 Sparrow

L'US Air Force effectua une campagne d'évaluation du F-4 en 1962, et dut reconnaitre qu'il était plus performant que ses RF-101 Voodoo, F-105 Thunderchief et F-106A Delta Dart. Elle reçut ses premiers F-4C (initialement désignés F-110A Spectre) en 1964, avions équipés d'une électronique de bord très différente de celle des F-4B de l'US Navy et une double commande permettant aux deux membres d'équipage de piloter. Ils furent rapidement suivis par le F-4D, avec une avionique encore modifiée (nouveau radar, nouveau système de visée) et capable d'emporter le missile AIM-4 Falcon.
Les premières versions du F-4 n'embarquaient pas de canon interne, mais cette arme manquait cruellement aux pilotes à cause des performances plus que mitigées des missiles air-air de l'époque et des combats tournoyants contre les MiG au début de la guerre du Viêt Nam. Une première solution fut l'emport d'un pod ventral contenant un canon multitube Vulcan de calibre 20 mm. Mais, cela posait d'autres problèmes (augmentation de la consommation en carburant, manque de précision, etc.). Enfin, en 1965, apparut la version F-4E équipée d'un canon de 20 mm et 630 obus de 20 mm (6 s de tir) dans le nez à la place d'un capteur, qui entra en service deux ans plus tard et qui fut la version du F-4 construite en plus grand nombre. En 1972, les F-4E reçurent de nouveaux becs de bord d'attaque améliorant la manœuvrabilité en combat.
Parallèlement au développement de ces versions terrestres, l'US Navy et l'US Marine Corps reçurent à partir de 1966 une version embarquée améliorée : le F-4J, équipé de nouveaux réacteurs et d'une électronique améliorée, en plus de quelques améliorations aérodynamiques. Dans la première moitié des années 1970, l'US Navy engagea un programme de modernisation de ses vieux F-4B, destiné à la fois à apporter des améliorations de l'électronique et à prolonger la durée de vie de la cellule : 228 avions furent entièrement démontés, inspectés et reconstruits en remplaçant certaines parties par des pièces neuves. Ces exemplaires reçurent la dénomination F-4N. Quelques années plus tard, une opération semblable concerna au moins 250 F-4J, auxquels on ajouta par la même occasion les becs améliorés issus du F-4E. Ces F4j modifiés reçurent la dénomination F-4S.

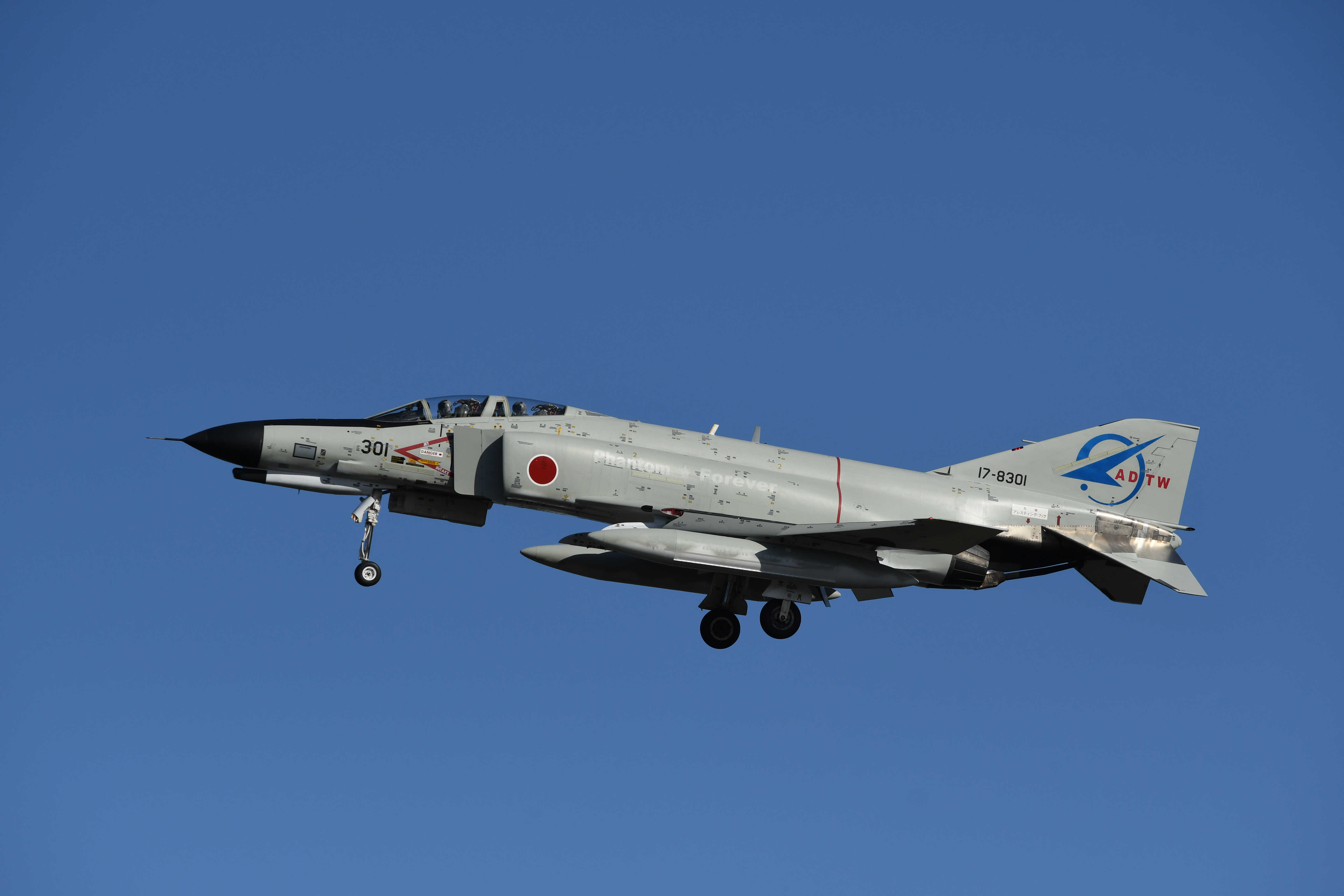
McDonnell Douglas F-4EJ Phantom II produit sous licence au japon pour la Force aérienne d'autodéfense japonaise

Exporté vers une dizaine de pays, le F-4 a été construit sous licence au Japon par Mitsubishi Heavy Industries qui produisit les derniers exemplaires de cet avion en 1981.
Bien que construites aux États-Unis, les deux versions destinées au Royaume-Uni incluent de nombreux éléments (radar, freins, etc.) construits par l'industrie britannique. En particulier, leurs réacteurs Rolls-Royce Spey offrent 14 % de puissance en plus que les General Electric J79 qui équipent les autres F-4, ce qui leur donne de meilleures performances à basse altitude et augmente leur rayon d'action.
En 2010, le F-4 Phantom II était toujours en service dans sept armées de l'air et de nombreux appareils ont été remis à jour.

## Engagements

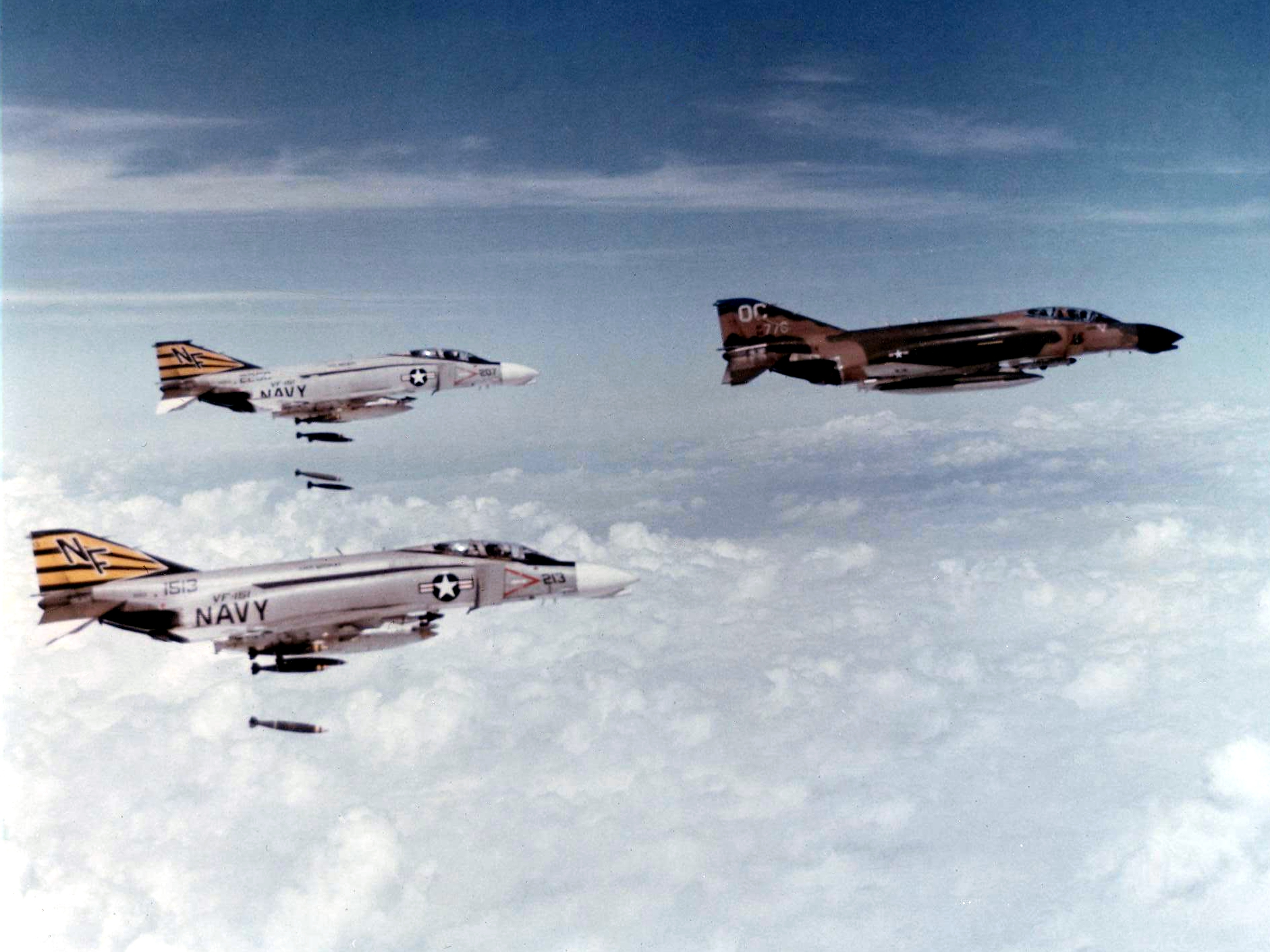
Un F-4D de l'USAF basé en Thaïlande équipé d'un système de radionavigation LORAN guidant 2 F-4B de l’US Navy venant du USS Midway (CV-41) lors d'une mission de bombardement en 1971 durant la guerre du Viêt Nam.

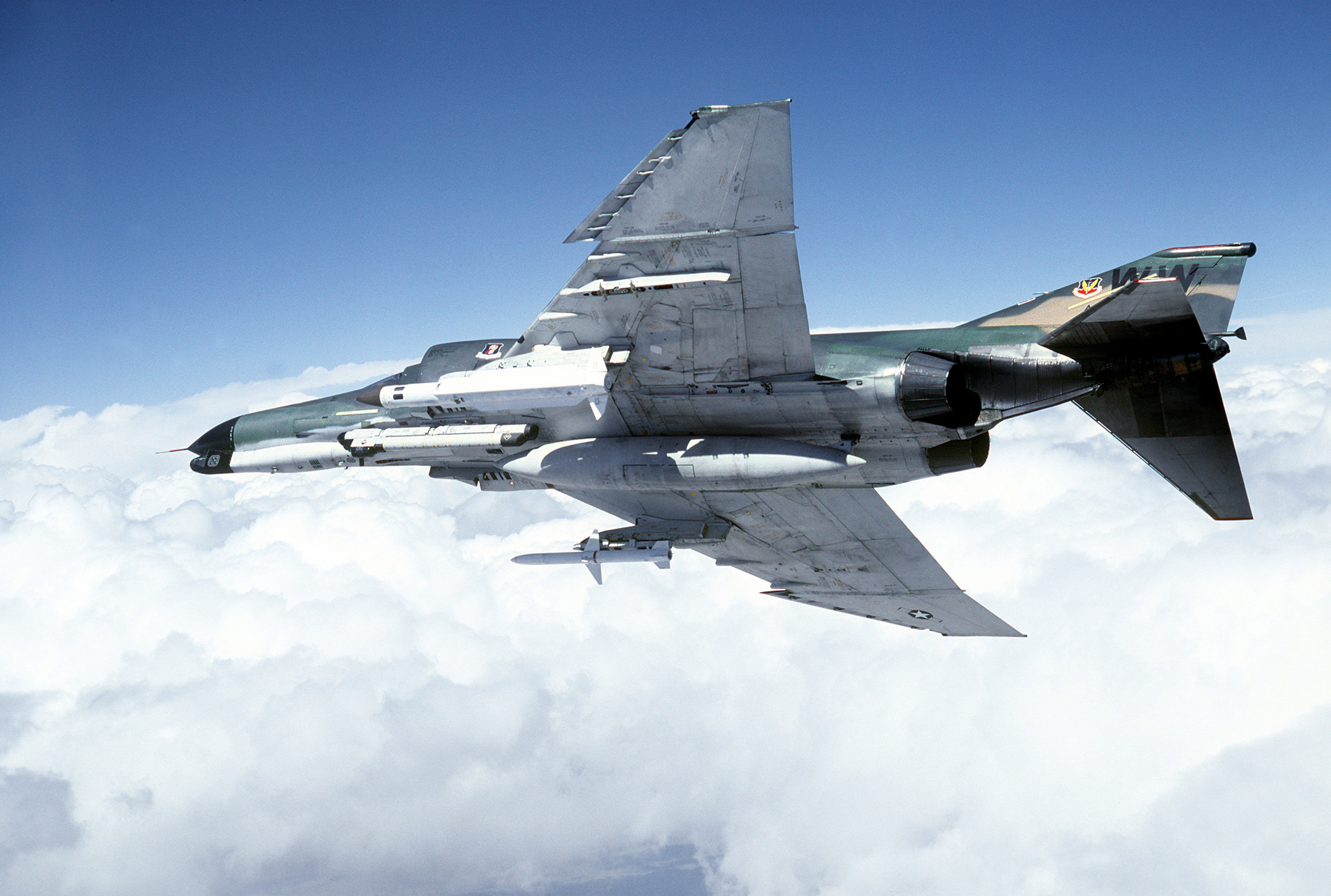
Un F-4G Phantom II Wild Weasel du 35th Tactical Fighter Wing armé d'un missile anti-radar et d'une nacelle de contre-mesures électroniques en 1980.

- Guerre du Viêt Nam (chasse, bombardement, reconnaissance, guerre électronique).

362 F-4 toutes versions confondues sont perdus et ils abattirent une centaine d'avions nord-vietnamiens.
Le 10 mai 1972, l’USAF met en œuvre plus de 110 Phantom II toutes versions confondues dans le cadre de l’opération Linebacker. Pour la première fois, un seul type d’appareil (hormis les KC-135 de ravitaillement et les E-2 et EC-121 d’alerte avancée) est utilisé pour les missions de reconnaissance d’objectifs (RF-4C), de destruction radar (EF-4 Wild Weasel), d’attaque et bombardement (F-4C et F-4D) et de chasse (F-4C et F-4D).
Ce jour-là, l’USAF et l’US Navy détruisirent 11 MiG (MiG-17 et MiG-21). C’est le nombre le plus élevé de Mig détruits en une seule journée pendant la guerre du Vietnam.
- Occupation de la République dominicaine par les États-Unis en 1965.
- Au Proche-Orient dans les rangs israéliens, notamment lors de la guerre du Kippour. Il servira par ailleurs à abattre un Boeing 727 de la Libyan Arab Airlines le 27 février 1973.
- Pendant la guerre Iran-Irak dans l'aviation iranienne.
- Pendant la 1re guerre du Golfe dans les rangs de l'USAF (18 RF-4C reconnaissance et 48 F-4G de guerre électronique uniquement)[6].
- Pendant la guerre civile syrienne, un RF-4E turc est abattu le 22 juin 2012.
- En décembre 2014, l'Iran lance des frappes dans l'est de l'Irak contre l'organisation État islamique, en marge des opérations de la coalition internationale.

Le F-4 Phantom II est crédité de 280 victoires en combat aérien, pour 51 % obtenues au Viêt Nam et 42 % en Israël.

## Records
- Altitude de 30 041 mètres (6 décembre 1959, second prototype YF4H-1)
- Vitesse de 2 584 km/h à plus de 13 000 mètres d'altitude (22 décembre 1961, second prototype YF4H-1)
- Vitesse de 1 452 km/h à 40 mètres d'altitude moyenne (28 août 1961, F-4A)
- Montée à 9 000 mètres en 61 secondes, 12 000 mètres en 77 s, 15 000 mètres en 114 s, 20 000 mètres en 178 s, 25 000 mètres en 230 s et 30 000 mètres en 371 secondes (entre février et avril 1962, sur plusieurs F-4B différents).
- Le 10 mars 1967, pilote dans l'USAF, le capitaine Robert Pardo utilisa son F-4 Phantom pour pousser un autre F-4 américain gravement endommagé du Vietnam du nord au Laos en territoire ami[7].

## Versions

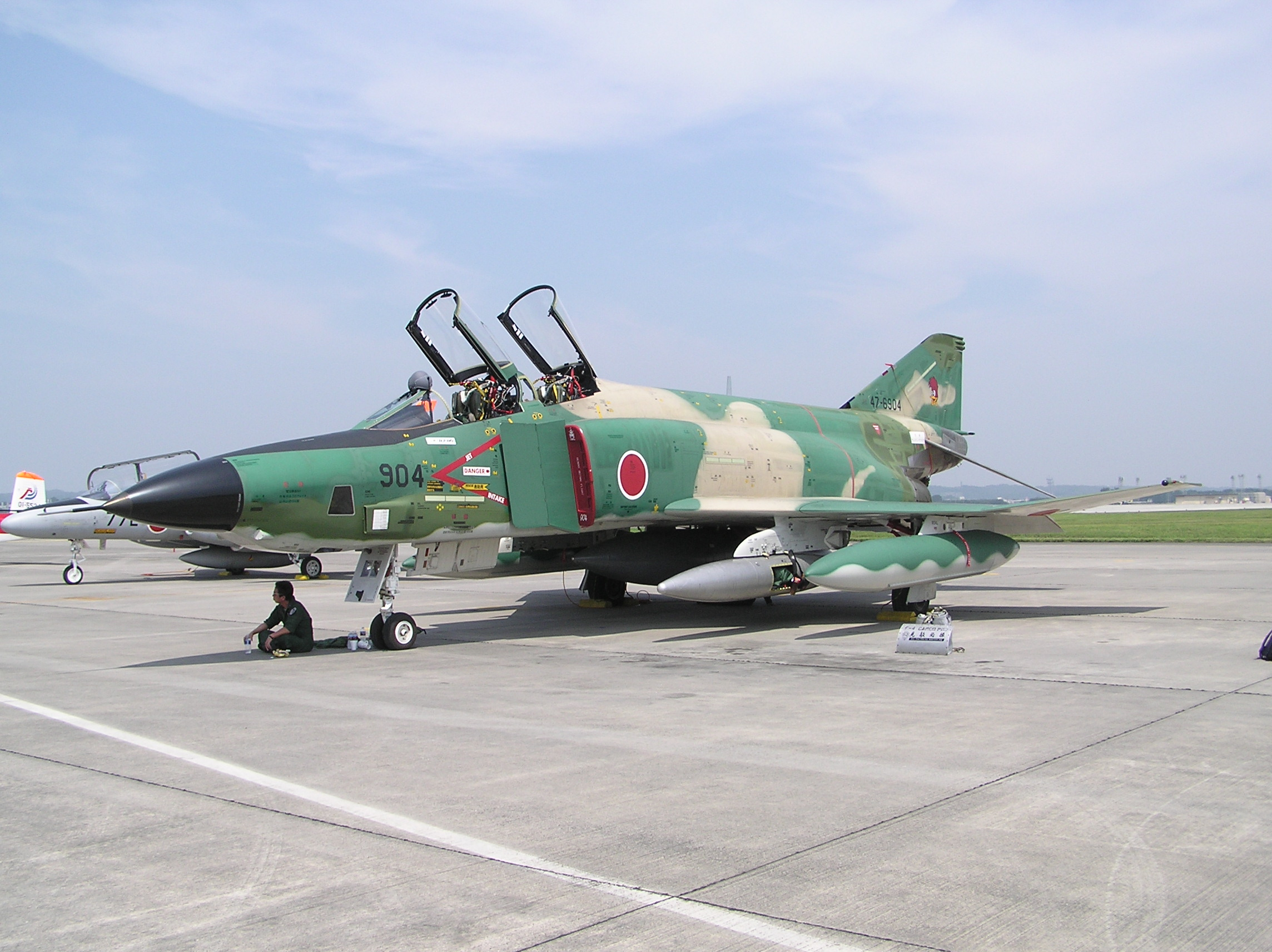
Un RF-4E japonais. Les derniers de cette version sont retirés en mars 2020 dans ce pays.

- F-4A : version de pré-production (45 exemplaires, US Navy)
- F-4B : première version de production (nouveau réacteur, avionique modifiée, 650 exemplaires, US Navy et US Marine Corps)
- QF-4B : 44 F-4B convertis en drones pour des tests de missiles
- QF-4E et N : avions déclassés transformés en drones usuellement utilisés comme cibles. 316 QF-4 au total livrés entre 1995 et le 22 novembre 2013[9], 60 en service en 2011[10].
- RF-4B : version de reconnaissance du F-4B (45 exemplaires, US Marine Corps)
- F-4C : première version pour l'US Air Force (doubles commandes, avionique modifiée, 583 exemplaires dont une quarantaine revendus plus tard à l'Espagne
- EF-4C : 36 F-4C convertis en avions de guerre électronique (US Air Force)
- RF-4C : version de reconnaissance du F-4C (503 exemplaires, US Air Force)
- F-4D : version améliorée du F-4C (nouvelle avionique, 793 exemplaires, US Air Force, Iran, Corée du Sud)
- F-4E : ajout d'un canon de 20 mm, nouveau radar et nouveaux réacteurs (1 348 exemplaires, US Air Force, Turquie, Corée du Sud, Israël, Grèce, Iran, Égypte, Australie)
- F-4EJ : version du F-4E spécialisée pour la défense aérienne (140 exemplaires construits sous licence au Japon)
- RF-4E : version de reconnaissance du F-4E (environ 140 exemplaires, Allemagne, Israël, Iran, Japon, Grèce, Turquie)
- F-4F : version simplifiée du F-4E pour l'Allemagne (175 exemplaires)
- F-4G Wild Weasel : 114 F-4E convertis en avions de guerre électronique (US Air Force)
- F-4J : version finale pour l'US Navy et US Marine Corps (nouveaux réacteurs, avionique améliorée, 522 exemplaires)
- F-4K : version du F-4J pour la Royal Navy (réacteurs Rolls-Royce Spey, avionique modifiée, 48 exemplaires) reversés par la suite à la RAF.
- F-4M : version pour la Royal Air Force (avionique différente du F-4K, 115 exemplaires)
- F-4N : modernisation/prolongement de la durée de vie de 228 F-4B de l'US Navy
- F-4S : modernisation/prolongement de la durée de vie d'environ 250 F-4J de l'US Navy et US Marine Corps
- Kurnass 2000 : version améliorée conçue en Israël

Utilisateurs en 2014
Anciens utilisateurs

## Pays utilisateurs
Voici les chiffres en 2019 :
- Corée du Sud (71)

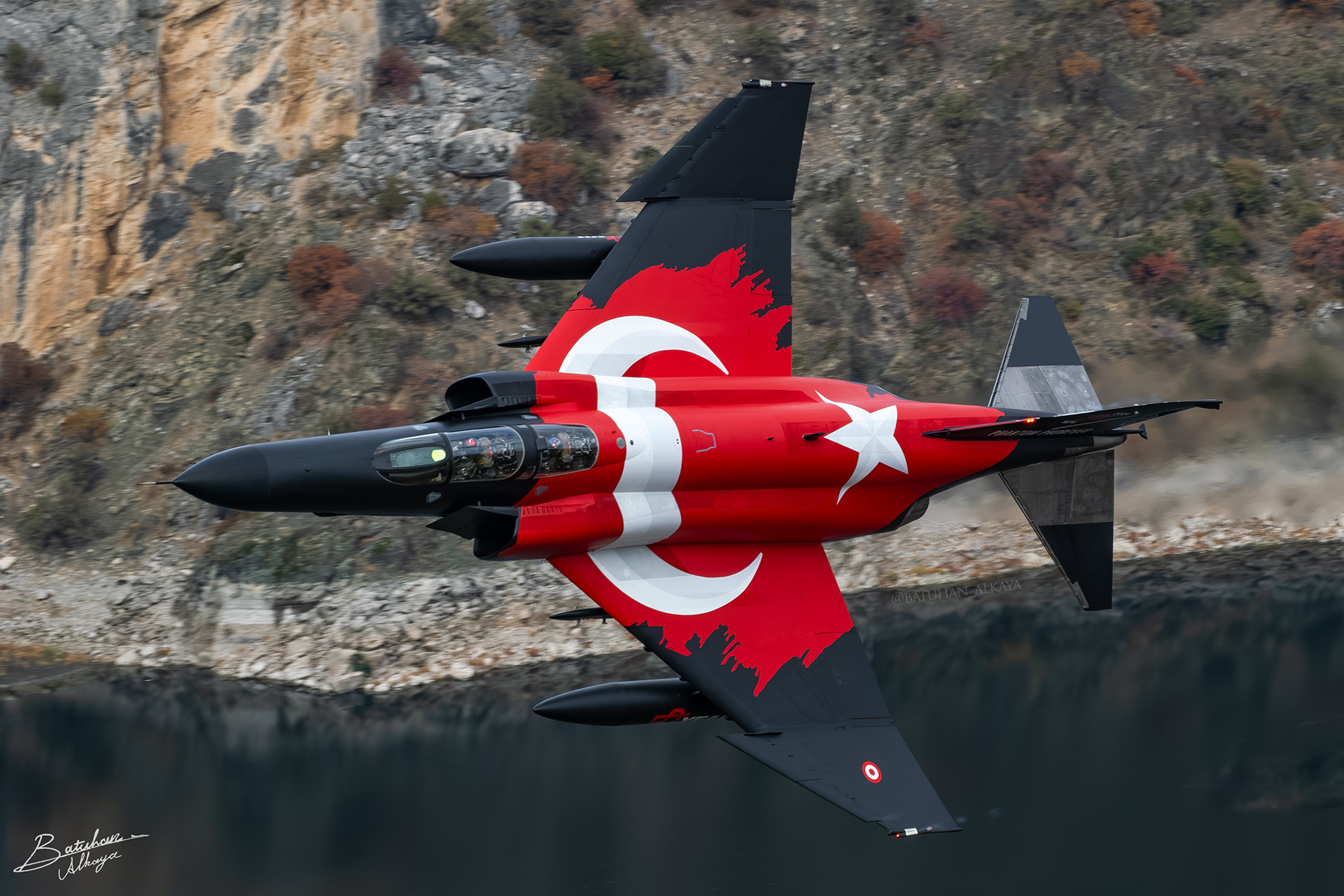
Un F-4E Phantom II camouflé, modifié et modernisé de la Türk Hava Kuvvetleri.

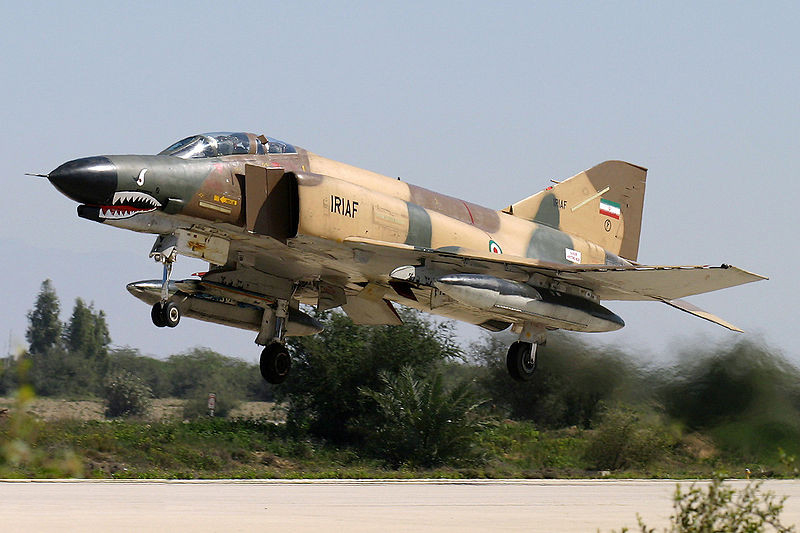
Décollage d'un F-4E iranien.

  - Force aérienne de la république de Corée - Le premier lot de 18 F-4D Phantom d'occasion de l'US Air Force fut acheté en 1968 au titre du programme Peace Spectator et les 4 premiers arrivèrent en aout 1969[12]. Les 92 F-4D continuèrent à être livrés jusqu'en 1988. Le programme Peace Pheasant II permit également de fournir 103 F-4E aussi bien neufs que d'occasion à partir de 1977. Les F-4D ont été remplacés par de nouveaux F-15K Slam Eagles. Au total, 222 Phantom (92 F-4D, 103 F-4E et 27 RF-4C) ont été réceptionnés par la Corée du Sud. Le F-4D sont retirés du service en 2010 et les RF-4C en février 2014. En 2019, la Force aérienne sud-coréenne possédait encore en service 71 F-4E[11]; début mars 2023, il reste 13 F-4E au sein 153e escadron de chasse stationnant sur la base aérienne de Suwon. Ils doivent être retirés le 7 juin 2024 [13], ainsi que les F-5 encore en service, par des F-35A Lightning II , FA-50 Golden Eagle et les futurs KF-21 Boramae devant entrer en service en 2026[14].

- Grèce (33)[15]
  - Force aérienne grecque - En 1971, la Force aérienne hellénique commanda le tout nouveau F-4E Phantom, avec des livraisons qui débutèrent à partir du 28 mars 1974[16].. Au début des années 1990, la Grèce acquit un surplus de RF-4E et F-4E en provenance de la Luftwaffe et de la garde nationale aérienne des États-Unis, portant le nombre total d'appareils reçus à 121 F-4. Le 11 août 1997, après le succès du programme allemand ICE, un contrat est signé entre DASA et l'industrie aérospatiale hellénique pour la mise à niveau de 39 avions à la norme Peace Icarus 2000. Le 5 mai 2017, les 14 RF-4E restants du 348e escadron sont retirés du service[17]. La Grèce exploite, en 2019, 33 F-4E-PI2000 améliorés des 338e et 339e escadrons[11].

- Iran (47)[11]
  - Force aérienne de la république islamique d'Iran - 32 F-4D, 16 RF-4E et 177 F-4E, soit un total de 226 Phantom, ont été livrés à la Force aérienne impériale iranienne à partir du 8 septembre 1968 jusqu'en février 1979, soit à cette date 223 avions opérationnels. Ils furent employés dans plusieurs tentatives infructueuses d'interception de MiG-25R soviétiques. Ces avions ont également été utilisés lors de missions d'attaque au sol. Ce fut lors de ce type de mission qu'un F-4D fut abattu au-dessus du sultanat d'Oman durant la guerre du Dhofar en 1975. Les Phantoms de la Force aérienne de la république islamique d'Iran s'illustrèrent durant la guerre Iran-Irak et seront maintenus opérationnels tout au long du conflit grâce à l'entretien de l'industrie aéronautique d'Iran. Ils participèrent ainsi, pendant la guerre, à l'opération Valfajr-10 (opération Scorch Sword), qui visait le site du réacteur nucléaire irakien Osirak, près de Bagdad, le 30 septembre 1980. Le 4 avril 1981, une frappe de huit F-4 iraniens, contre le complexe H-3 des bases aériennes de l'extrême-ouest de l'Irak, entraîna la destruction ou l'endommagement de nombreux aéronefs irakiens[18]. Il ne resterait, en 2015, que 47 Phantom toutes versions confondues[19]. Ils sont maintenus en état de voler en récupérant des pièces sur des avions civils, ou par le biais de la contrebande ou de la rétro-ingénierie[20].
- Turquie (49)[11]
  - Armée de l'air turque - La Force aérienne turque reçut 40 F-4E à partir du 30 août 1974 à la suite d'un contrat signé le 14 août 1972. Fin 1974, 8 F-4E Phantom II sont livrés. En raison de l'embargo instauré en 1975 à la suite de l'invasion turque de Chypre, l'arrivée des 32 restants a été retardée et, fin 1975, l'embargo a été partiellement levé. Le reste des appareils a été livré. La Turquie reçoit ensuite 32 F-4E et 8 RF-4E entre le  7 avril 1978 et le 20 avril 1979 au titre du programme Peace Diamond III décidé en 1976, suivis par 40 avions de l'USAF durant Peace Diamond IV de 1987, puis 40 avions provenant de la garde nationale aérienne des États-Unis en 1991. 32 RF-4E ont été transférés à la Turquie après leur retrait du service actif au sein de la Luftwaffe entre 1992 et 1994. Un total de neuf escadrons sur trois bases aériennes les mettra en œuvre. En 1995, Israel Aerospace Industries a mis en œuvre une mise à niveau similaire au Kurnass 2000 sur 54 F-4E turcs qui ont été renommés pour l'occasion F-4E 2020 Terminator. Le 22 février 1999, le premier avion portant le numéro d'immatriculation 77-O289 fut envoyé en Israël pour modernisation, le dernier revient en unité le 29 janvier 2001[21]. Les F-4 et F-16 turcs ont été utilisés pour frapper les bases Kurdes du PKK au cours d'opérations militaires dans le nord de l'Irak. Le 22 juin 2012, lors d'un des incidents de frontière turco-syriens, un pilote turc et son navigateur sont abattus par les défenses aériennes syriennes alors qu'ils pilotaient un avion de reconnaissance RF-4E près de la frontière turco-syrienne. La Turquie a déclaré que le Phantom volait dans l'espace aérien international lorsqu'il a été abattu, tandis que les autorités syriennes ont déclaré qu'il se situait au-dessus des eaux territoriales syriennes. En 2019, seuls 49 Phantom seraient toujours inscris à l'inventaire de la Force aérienne turque.

### Anciens utilisateurs
- États-Unis (de 1960 à 2016)
  - Marine des États-Unis - 1 264 F-4 Phantom seront reçus par l'USN et l'USMC. Le 30 décembre 1960, la VF-121 (en) devient la première unité au monde à recevoir le F-4 Phantom. Déployables à partir de juin 1961 au sein de la VF-74, les Phantom de la Navy participeront à la plupart des opérations menées durant la guerre du Viêt Nam. La marine revendiqua 40 victoires aériennes contre une perte de 73 Phantom perdus en combat (sept par des avions ennemis, 13 par des missiles sol-air, et 53 par la défense anti-aérienne). 54 Phantom supplémentaires ont été perdus dans des accidents durant le conflit. En 1984, les F-4N prennent leur retraite, et en 1987 les derniers F-4S sont retirés des escadrons déployables de l'US Navy. En 1987, les derniers F-4S de la réserve navale sont remplacés par des F-14A. Les derniers Phantom de l'US Navy sont alors transformés en drones cibles QF-4 avant d'être officiellement retirés en 2004.
  - Corps des Marines des États-Unis - 1 264 F-4 Phantom seront perçus par l'USN et l'USMC. Les Marines américains reçurent leur premier F-4B en juin 1962, avec le VMFA-314 Black Knights, devenant le premier escadron de l'USMC opérationnel sur Phantom. En plus des variantes d'attaque au sol, les Marines opérèrent également plusieurs RF-4B de reconnaissance tactique. Les Phantom des marines du VMFA-531 Gray Ghosts arrivèrent pour la première fois au Vietnam le 10 avril 1965. Les pilotes de F-4 de l'USMC ont affirmé avoir abattu trois MiG ennemis contre une perte de 75 Phantom perdus au combat, dont quatre dans des accidents. Le 18 janvier 1992, le dernier Phantom de l'USMC, un F-4S, est retiré par le VMFA-112 Cowboys.
  - Force aérienne des États-Unis - 2 874 F-4 Phantom seront reçus par l'USAF, faisant de lui le plus important utilisateur de F-4 au monde devant l'US Navy. Après le test et l'évaluation des F-4B prêtés par la Navy, la première production F-4C est livrée à l'US Air Force en novembre 1963. Le 4453th Combat Crew Training Wing fut la première unité à recevoir les Phantom et le 12th Tactical Fighter Wing la première unité de combat à recevoir le F-4C. Les premiers appareils arrivent sur le théâtre vietnamien à partir de 1965. À la fin du conflit, tandis que l'on dénombre près de 107 victoires aériennes, l'US Air Force avait quant à elle perdu un total de 528 F-4 et RF-4C Phantom. En 1990, dans le cadre de l'opération Tempête du désert, 24 F-4G Wild Weasel V et six RF-4C seront mobilisés à Bahreïn. L'USAF connaîtra la perte de deux appareils lors de la guerre du Golfe. La carrière du Phantom au sein de l'United States Air Force se finira avec le retrait des derniers F-4G de la garde nationale aérienne en avril 1996. Comme pour l'US Navy, l'US Air Force continuera à exploiter des cellules de Phantom en les transformant en drones cibles QF-4 et QFR-4. Les derniers drones cibles sont retirés le 21 décembre 2016[22] et remplacés par des QF-16.
- Australie (de 1970 à 1973)
  - Force aérienne royale australienne -

La Royal Australian Air Force (RAAF) loua 24 F-4E à l'US Air Force entre 1970 et 1973, en attendant la livraison de ses F-111C afin de remplacer ses English Electric Canberra. Ils opérèrent depuis la base aérienne d'Amberley à partir des 1er et 6e escadrons.
- Allemagne (de 1971 à 2013)

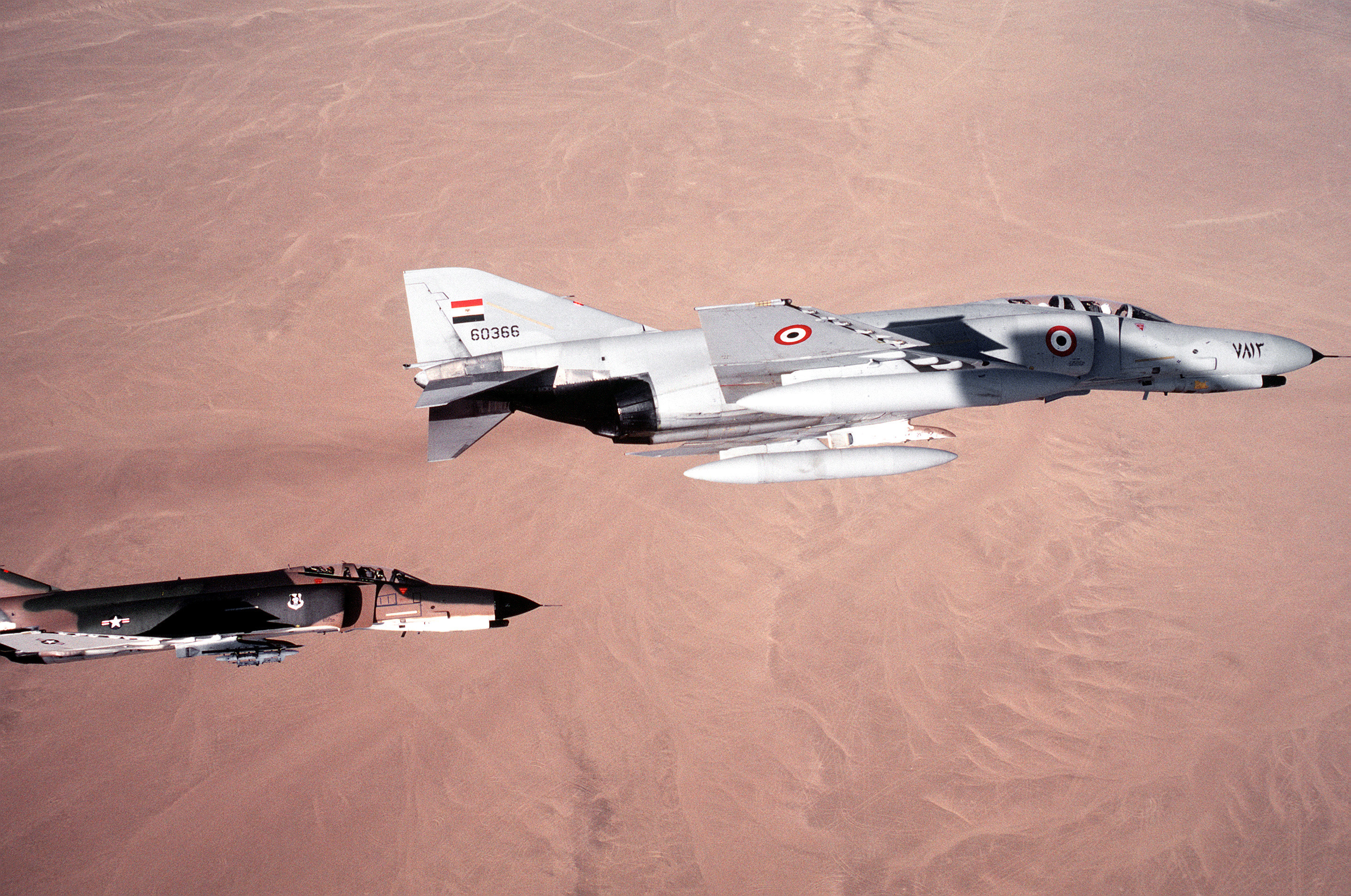
Paire de F-4F égyptien.

  - Force aérienne allemande - Afin de remplacer ses RF-104, l'Allemagne de l’Ouest commanda initialement des RF-4E de reconnaissance en 1969, recevant un total de 88 avions à partir de janvier 1971. En 1982, initialement non armés, les RF-4E reçurent une capacité secondaire d'attaque au sol, avant d'être retirés du service en 1994. Les 175 F-4F arrivèrent à partir de 1973 avec le programme Peace Rhine. L'Allemagne engagea alors un programme de modernisation de ses appareils sous le nom de ICE (Improved Combat Efficiency, Amélioration de l'efficacité au combat). Les premiers appareils mis au standard ICE entrèrent ainsi en service dès 1992 dans la Luftwaffe. La dernière unité allemande à exploiter le F-4F ICE fut la 71e escadre de chasse jusqu'au 29 juin 2013. Les Phantom allemands volèrent ainsi 279 000 heures durant leurs 40 années au service de la Luftwaffe.
- Égypte (de 1979 à 2018)
  - Armée de l'air égyptienne - En 1979, dans le cadre du programme Peace Pharaoh, l'armée de l'air égyptienne acheta 35 F-4E d'occasion auprès de l'USAF avec un certain nombre de missiles Sparrow, Sidewinder et Maverick pour une valeur totale de 594 millions de dollars. Sept avions additionnels provenant du surplus des États-Unis ont été achetés en 1988. Les 34 avions restants de la 222e brigade de bombardement tactique semblent avoir été retirés du service en 2018.
- Espagne (de 1971 à 2002)
  - Armée de l'air espagnole - Désignés C.12 en Espagne, les 36 F-4C d'occasion furent livrés à la Force aérienne espagnole entre octobre 1971 et septembre 1972. Déjà considérés comme obsolètes lors de leur livraison, les Phantom avaient pour objectif de remplacer les F-104G et F-86F vieillissants. 4 autres F-4C arrivèrent fin 1978 avant d'être remplacés par les nouveaux EF-18 en avril 1989. Les 12 RF-4C espagnols entrèrent en service dès octobre 1978 sous le nom de CR.12, pour finalement être retirés du service en 2002. L'armée de l'air espagnole aura ainsi perçu un total de 52 Phantom (40 F-4C et 12 RF-4C) et connaîtra la perte de 7 appareils.

- Japon (de 1971 à 2021)

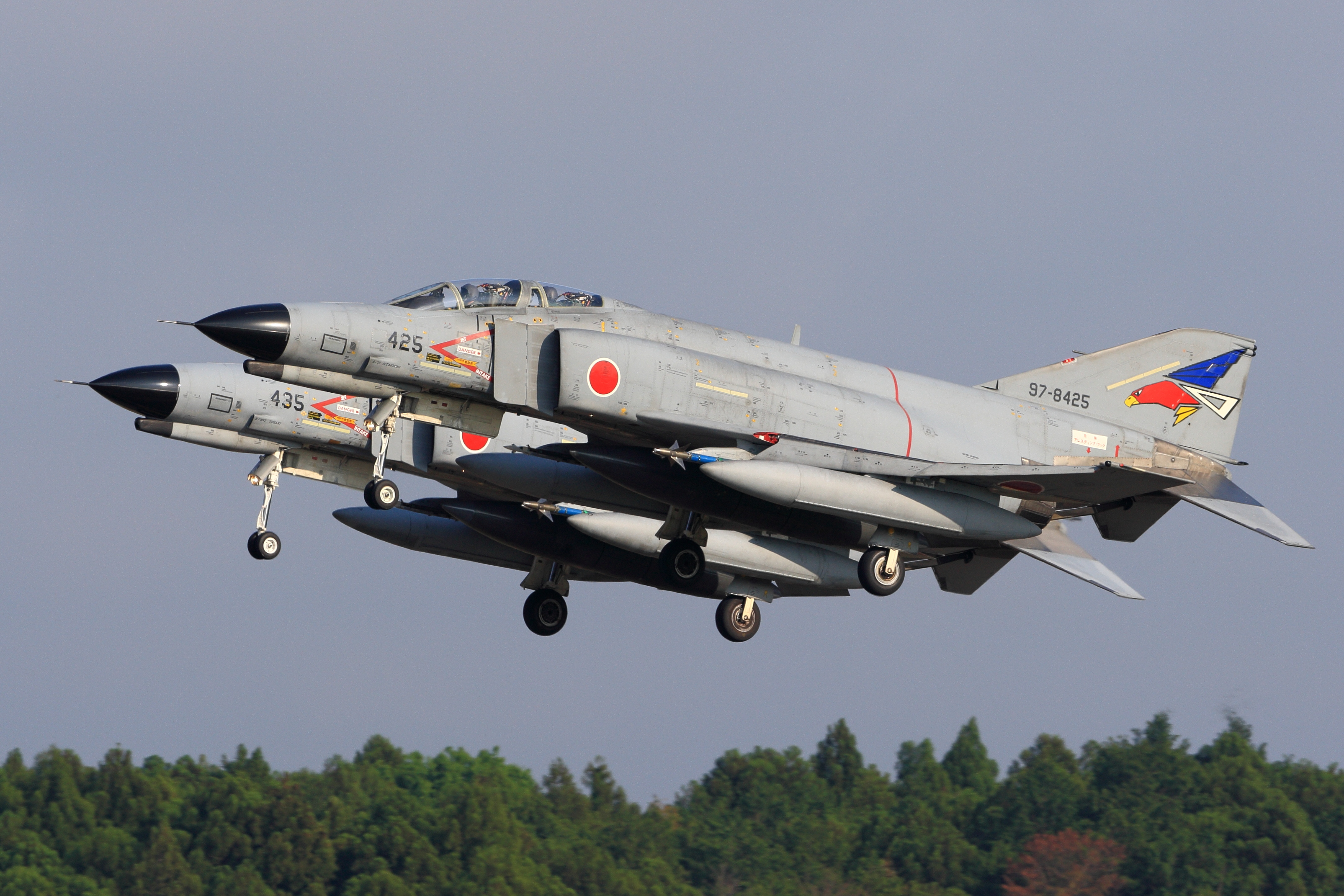
Binôme de F-4EJ Kai Phantom II de la force d'autodéfense aérienne japonaise en 2012.

  - Force aérienne d'autodéfense japonaise - En 1968, le Japon acheta un total de 140 F-4EJ Phantom non ravitaillables en vol. La paire initiale de la chaîne de production de St Louis, Missouri, a atterri au Japon le 25 juillet 1971. Mitsubishi construisit les 138 autres sous licence au Japon et 14 RF-4E de reconnaissance non armés ont été importés. Parmi ceux-ci, 96 F-4EJ ont depuis été modifiés vers le standard F-4EJ Kai entré en service en 1974. 15 F-4EJ ont été convertis en avions de reconnaissance RF-4EJ, avec des améliorations similaires à celles du F-4EJ Kai. En 2007, le Japon avait annoncé son intérêt pour l'Eurofighter Typhoon, afin de remplacer ses F-4EJ Phantom, mais s'est décidé en décembre 2011 pour le F-35 américain. Le Japon dispose d'une flotte de 72 F-4 en service début 2019 qui sont retirés des premières lignes le 20 novembre 2020[23]. Les trois ultimes F-4EJ, dont le premier reçu en 1971, sont retirés le 17 mars 2021[24]
- Israël (de 1969 à 2004)
  - Force aérienne et spatiale israélienne - L'aviation israélienne fut le plus grand opérateur étranger de Phantom, avec la perception de 286 F-4 (274 F-4E et 12 RF-4E) à partir de 1969. Le premier F-4E, surnommé Kurnass (Marteau), et RF-4E, surnommé Orev (Corbeau), ont été livrés en 1969 au titre du programme Peace Echo I. Des Phantom supplémentaires sont arrivés dans les années 1970 avec les programmes Peace Echo II, Peace Echo V et Nickel Grass. Les Phantom israéliens ont ainsi pu participer à de nombreux combats durant les conflits israélo-arabes, notamment avec la guerre d'usure. Dans les années 1980, Israël a commencé un programme de modernisation Kurnass 2000, qui mit à jour de manière significative l'avionique. Les derniers F-4 israéliens sont ainsi retirés en 2004.

- Royaume-Uni (de 1968 à 1992)

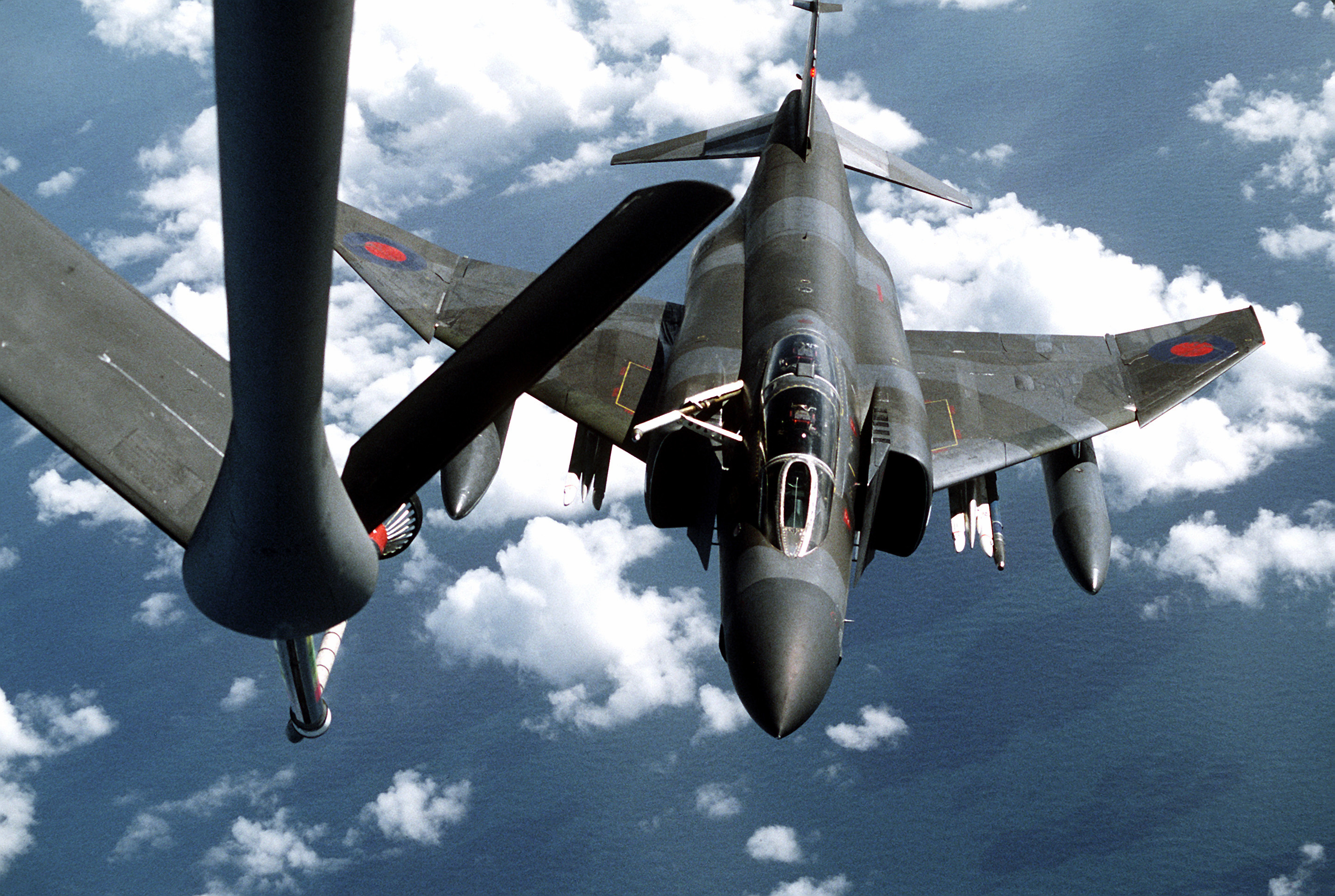
Un Phantom FG.1 de la Royal Air Force en approche d'un KC-135A pour un ravitaillement en vol, le 1er septembre 1980.

  - Aéronautique navale britannique - La marine britannique devient le premier opérateur étranger du Phantom avec l'arrivée, dès 1968, de 48 F-4K Phantom (dénommés FG.1) au sein des unités. La flotte est finalement réduite, en 1969, à 28 appareils, reversant ainsi les 20 Phantom restants à la Royal Air Force. Le F-4K servit dans l'aéronautique navale jusqu'en 1978, lorsque l'Ark Royal fut retiré du service, laissant la Royal Navy sans navire capable d'accueillir le Phantom. Le dernier catapultage du Ark Royal fut un FG.1 du 892e escadron, le 27 novembre 1978. Les derniers F-4K en service ont été livrés par la suite à la RAF.
  - Force aérienne royale britannique - Ayant reçu des 115 F-4M (désigné FGR.2) dès août 1968, la RAF se verra complétée de 20 F-4K Phantom supplémentaires en provenance de la Fleet Air Arm, en 1969, puis de 28 appareils supplémentaires en 1978. En 1982, pendant la guerre des Malouines, trois FGR.2 Phantom du 29e escadron étaient pré-positionnés en détachement d'intervention rapide sur l'île de l'Ascension afin de protéger la base contre de possibles attaques aériennes. Après le conflit, 15 F-4J d'occasion améliorés de l'US Navy, connus sous le nom F-4J(UK), entrèrent en service au sein de la RAF afin de compenser l'escadron d'intercepteurs redéployés vers les îles Malouines. Les Phantom seront finalement remplacés par le Tornado à la suite du retrait du FG.1 en 1989, du F-4J(UK) en 1991 et enfin des derniers FGR.2 en 1992.

### Civils
Outre les dizaines de F-4 exposés dans des musées autour du monde, la Federal Aviation Administration compte depuis 1999 un F-4D civil enregistré aux États-Unis appartenant à la Collings Foundation (en). En mars 2018, un deuxième F-4 restauré, le 11e construit et datant de 1959, est à vendre.

## Autres caractéristiques
- Le Phantom II est attaché dans le milieu de l'aviation à la répartie : « The Phantom is a living proof that with enough power, even a brick can fly »[28] (« Le Phantom est une preuve vivante qu'avec suffisamment de puissance, même une brique peut voler ! »).

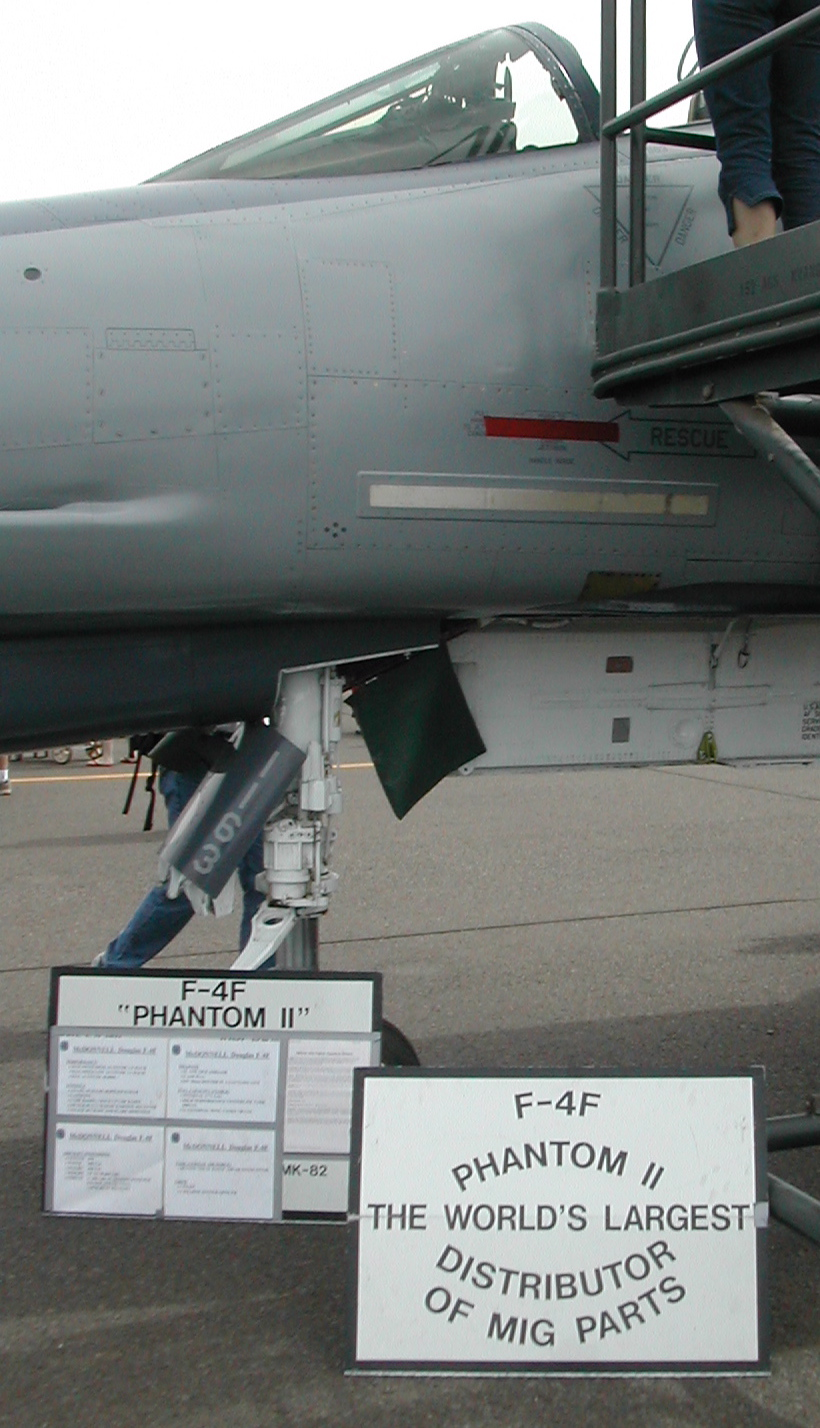
Un F-4F en exposition avec une affichette le surnommant « Le plus grand distributeur au monde de pièces détachées de MiGs ».

### Développement lié
- McDonnell F3H Demon

### Aéronefs comparables
- Dassault Mirage III
- English Electric Lightning
- Mikoyan-Gurevich MiG-21
- Mikoyan-Gurevich MiG-23
- Saab 35 Draken
- Shenyang J-8
- Soukhoï Su-15
- Vought XF8U-3 Crusader III